# NGC 139
NGC 139 là một thiên hà xoắn ốc có thanh trong chòm sao Song Ngư. Nó được phát hiện vào ngày 29 tháng 8 năm 1864 bởi nhà thiên văn học người Đức Albert Marth.